# 北陸大学野球連盟
北陸大学野球連盟（ほくりくだいがくやきゅうれんめい）とは、北陸地区に所在する大学および高等専門学校の硬式野球部で構成された大学野球リーグである。全日本大学野球連盟の傘下団体である。

## 略史
1946年の学制改革を受けて翌年に全国新制大学野球連盟が発足。1952年には旧制大学連盟による全国大学野球連盟と新制大学野球連盟の合併と発展的解消により全日本大学野球連盟が誕生。愛知六大学野球連盟とその他の東海地域を東海地区として編成。翌年までには北陸地区を含めた中部地区大学野球連盟を編成した。
中部地区大学野球連盟内では、愛知六大学野球連盟以外は、全日本大学野球選手権への代表決定は、トーナメントを中心とした運営で行なわれていたが、1968年に総当たり戦の実施に伴い北陸大学野球連盟を発足した。

## 沿革
※関連団体についても併記
- 1946年 学制改革が実施
- 1947年 全国大学野球連盟と全国新制大学野球連盟が発足
- 1952年 全国大学野球連盟と全国新制大学野球連盟が合併し全日本大学野球連盟が発足。代表枠として愛知六大学野球連盟を含めた東海地区が組織される。
- 1953年 愛知・東海地区に北陸地区を加えて、中部地区大学野球連盟を編成。全日本大学野球選手権大会の代表については中部地区内の各地域代表複数校により代表決定戦を開始。
- 1965年 中部地区大学野球連盟の傘下から愛知大学野球連盟が独立。金沢大学が同年の全日本大学野球選手権に北陸地区として初の代表校として出場。（代表枠は中部地区）
- 1968年 中部地区大学野球連盟の傘下連盟として北陸大学野球連盟を発足。東海地区大学野球連盟との間で中部地区代表決定戦を開始。
- 1970年 中部地区代表として北陸大学野球連盟所属の福井工業大学が同年秋から始まった明治神宮野球大会に出場。
- 1972年 明治神宮野球大会の出場枠が再編され、中京地区として愛知大学野球連盟と中部地区大学野球連盟間で代表決定戦を開始
- 1980年 明治神宮野球大会の出場枠が再編され、愛知大学野球連盟が単独枠となり、中部地区大学野球連盟からは隔年の出場となる。同年は中部地区の代表権なし。
- 1991年 全日本大学野球選手権大会の出場枠再編成に伴い中部地区大学野球連盟を解消し連盟単独の出場権を獲得[1]。
- 1993年 2部リーグにおいて、参加8チームを4チームずつのブロックに分け各リーグの1位が優勝決定戦をして優勝校を決める方式を導入。
- 2002年 秋季リーグより3部リーグ制に変更。
- 2004年 春季リーグより3部リーグを廃止し再び2部リーグ制に移行。
- 2005年 明治神宮野球大会の出場枠が再編され、北陸大学野球野球連盟と東海地区大学野球連盟と愛知大学野球連盟の3連盟間で1代表となる
- 2006年 春季リーグ戦のみ順位決定において勝ち点制を導入。（それ以前は春秋共に2戦固定・引き分け再試合の勝率制。）
- 2010年 2部リーグにおいて1位・2位チームによるプレーオフ（入れ替え戦出場決定戦）を導入[2]。

## チーム数の変遷
| 年・期     | 全チーム数 | 1部 | 2部 | 3部 | 備考                                                                        |
| ---------- | ---------- | --- | --- | --- | --------------------------------------------------------------------------- |
| 1968年春季 | 11         | 6   | 5   | -   | 北陸大学野球連盟発足                                                        |
| 1990年春季 | 12         | 6   | 6   | -   | 高岡法科大学が加盟                                                          |
| 1992年春季 | 12         | 6   | 6   | -   | 富山国際大学が加盟、富山商船高等専門学校が脱退                              |
| 1993年春季 | 13         | 6   | 7   | -   | 北陸大学が加盟                                                              |
| 1994年春季 | 14         | 6   | 8   | -   | 福井県立大学が加盟                                                          |
| 1995年春季 | 13         | 6   | 7   | -   | 福井工業高等専門学校が脱退                                                  |
| 1996年春季 | 14         | 6   | 8   | -   | 金沢学院大学が加盟                                                          |
| 2002年春季 | 14         | 6   | 8   | -   | 富山商船高等専門学校が再加盟、富山工業高等専門学校が脱退                    |
| 2002年秋季 | 15         | 6   | 5   | 4   | 3部リーグを新設 金城大学が加盟                                              |
| 2004年春季 | 14         | 6   | 8   | -   | 金沢工業高等専門学校(現国際高等専門学校)が脱退 3部制を廃止し再び2部制に移行 |
| 2004年秋季 | 13         | 6   | 7   | -   | 富山商船高等専門学校が再脱退                                                |
| 2019年春季 | 12         | 6   | 6   | -   | 福井県立大学が脱退                                                          |

## 運営方法

### 構成
加盟校数の関係から前シーズンの成績を基に1部と2部まで分けたブロック運営を行なっている。
最上位リーグを1部リーグ(6校)、下位リーグを2部(7校)と称する。

### 対戦方法
春季と秋季にそれぞれリーグ戦を実施。また各シーズン終了後に各部の間で入れ替え戦を実施する。

#### 1部
- 春季：2戦先勝方式の総当たりによる勝ち点制。（引き分けは再試合）
- 秋季：2戦固定の総当たりによる勝率制。（引き分けは再試合）

#### 2部
春秋共に1回戦総当たりによる勝率制。（引き分け試合も有効）

#### 2戦先勝方式
同一の対戦校に対して先に2勝したチームがその相手校との対戦に勝利したとして対戦を終了する。（1勝1敗の場合は第3戦を行い決着を付ける。）

### 順位決定方法

#### 1部・春季（勝ち点制）
同一対戦校に勝ち越した場合に勝ち点1を獲得し、勝ち点が多い方が上位。勝ち点が同じ場合は全体の勝率比較によって順位を決定。
勝ち点も勝率も同じ場合は、優劣の決定が必要な場合に限り決定戦（プレイオフ）を行なう。決定戦の成績はリーグ戦の成績に加算しない。

#### 1部・秋季及び2部（勝率制）
当該チームの全勝数を引き分け試合を除いた全試合数で割ったもの。その数値が高いチームを上位とする。勝率が同じ場合は、前リーグ戦の順位を採用する。

##### プレーオフ（入れ替え戦出場決定戦）
2部リーグ戦の1位・2位チームが1部最下位チームとの入れ替え戦への出場権をかけてプレーオフを行う。対戦方式は2戦先勝方式。また1位チームには1勝分のアドバンテージがある。

### 1部リーグ優勝特典
春季は、全日本大学野球選手権大会の代表としての出場権を獲得。
秋季は、優勝・準優勝校が東海・北陸・愛知三連盟王座決定戦の代表となり、東海地区大学野球連盟、愛知大学野球連盟のそれぞれの優勝・準優勝校と対戦し、優勝した場合に明治神宮野球大会大学の部 の出場権を獲得する。

### 入れ替え戦
リーグ戦終了後に1部リーグの最下位校と2部リーグのプレーオフの勝利校との間で入れ替え戦を行い、勝者チームを次シーズンの上位リーグの所属とする。（敗者チームは次シーズンは下位リーグ所属となる。）
対戦方法は2戦先勝方式。

## 試合会場
1部は北陸地域内の各公共球場を使用している。主な使用実績のある球場は以下の通り。
石川県立野球場、加賀中央公園球場、富山市民球場アルペンスタジアム、七尾城山球場
2部の会場は以下の通り。(2007年度実施会場)
志雄運動公園野球場、金工大天池球場、福井大学グラウンド、福井県立大学野球場

## 歴代優勝

### 歴代優勝チーム・入れ替え戦の結果
平成以降の成績
- ◎：明治神宮野球大会出場権獲得
- ○：入れ替え戦の勝者
- ●：入れ替え戦の敗者

| 開催年          | 1部優勝                                                     | 1部・2部入れ替え戦                                          | 1部・2部入れ替え戦                                          |                                                             |                                                             |
| 開催年          | 1部優勝                                                     | 1部最下位                                                   | 2部優勝                                                     |                                                             |                                                             |
| --------------- | ----------------------------------------------------------- | ----------------------------------------------------------- | ----------------------------------------------------------- | ----------------------------------------------------------- | ----------------------------------------------------------- |
| 1989春          | 福井工業大学                                                | 金沢工業高等専門学校○                                       | 石川工業高等専門学校●                                       |                                                             |                                                             |
| 1989秋          | 福井工業大学                                                | 金沢工業高等専門学校○                                       | 石川工業高等専門学校●                                       |                                                             |                                                             |
| 1990春          | 福井工業大学                                                | 金沢工業高等専門学校●                                       | 高岡法科大学○                                               |                                                             |                                                             |
| 1990秋          | 福井工業大学◎                                               | 高岡法科大学●                                               | 金沢経済大学○                                               |                                                             |                                                             |
| 1991春          | 福井工業大学                                                | 福井大学●                                                   | 富山高等専門学校○                                           |                                                             |                                                             |
| 1991秋          | 福井工業大学                                                | 富山工業専門学校●                                           | 高岡法科大学○                                               |                                                             |                                                             |
| 1992春          | 福井工業大学                                                | 金沢工業大学○                                               | 金沢工業高等専門学校●                                       |                                                             |                                                             |
| 1992秋          | 福井工業大学◎                                               | 金沢工業大学○                                               | 富山国際大学●                                               |                                                             |                                                             |
| 1993春          | 福井工業大学                                                | 富山大学●                                                   | 福井大学○                                                   |                                                             |                                                             |
| 1993秋          | 福井工業大学                                                | 金沢大学○                                                   | 富山大学●                                                   |                                                             |                                                             |
|                 |                                                             | 1部最下位                                                   | 2部優勝                                                     | 2部A・Bブロック1位チーム                                    | 2部A・Bブロック1位チーム                                    |
| 2部Aブロック1位 | 2部Bブロック1位                                             | 1部最下位                                                   | 2部優勝                                                     |                                                             |                                                             |
| 1994春          | 福井工業大学                                                | 福井大学○                                                   | 富山国際大学●                                               | 富山大学                                                    | 富山国際大学                                                |
| 1994秋          | 福井工業大学◎                                               | 福井大学○                                                   | 北陸大学●                                                   | 北陸大学                                                    | 富山大学                                                    |
| 1995春          | 福井工業大学                                                | 金沢工業大学○                                               | 富山大学●                                                   | 北陸大学                                                    | 富山大学                                                    |
| 1995秋          | 福井工業大学                                                | 金沢工業大学○                                               | 北陸大学●                                                   | 富山国際大学                                                | 北陸大学                                                    |
| 1996春          | 福井工業大学                                                | 金沢工業大学●                                               | 北陸大学○                                                   | 富山国際大学                                                | 北陸大学                                                    |
| 1996秋          | 高岡法科大学                                                | 福井大学●                                                   | 富山国際大学○                                               | 金沢工業大学                                                | 富山国際大学                                                |
|                 |                                                             |                                                             |                                                             |                                                             |                                                             |
| 1部最下位       | 2部優勝                                                     |                                                             |                                                             |                                                             |                                                             |
| 1997春          | 高岡法科大学                                                | 金沢大学●                                                   | 金沢学院大学○                                               |                                                             |                                                             |
| 1997秋          | 福井工業大学                                                | 富山国際大学○                                               | 福井大学●                                                   |                                                             |                                                             |
| 1998春          | 福井工業大学                                                | 金沢経済大学●                                               | 福井大学○                                                   |                                                             |                                                             |
| 1998秋          | 高岡法科大学                                                | 富山国際大学○                                               | 金沢大学●                                                   |                                                             |                                                             |
| 1999春          | 高岡法科大学                                                | 北陸大学○                                                   | 金沢工業大学●                                               |                                                             |                                                             |
| 1999秋          | 金沢学院大学                                                | 高岡法科大学（注1）                                         | 金沢大学（注1）                                             |                                                             |                                                             |
| 2000春          | 福井工業大学                                                | 金沢大学●                                                   | 高岡法科大学○                                               |                                                             |                                                             |
| 2000秋          | 金沢学院大学◎                                               | 北陸大学○                                                   | 金沢大学●                                                   |                                                             |                                                             |
| 2001春          | 福井工業大学                                                | 福井大学○                                                   | 金沢経済学大●                                               |                                                             |                                                             |
| 2001秋          | 高岡法科大学                                                | 富山国際大学○                                               | 金沢経済大学●                                               |                                                             |                                                             |
|                 |                                                             | 1部最下位                                                   | 2部優勝                                                     | 2部・3部入れ替え戦                                          | 2部・3部入れ替え戦                                          |
| 2部最下位       | 3部優勝                                                     | 1部最下位                                                   | 2部優勝                                                     |                                                             |                                                             |
| 2002春          | 福井工業大学                                                | 福井大学○                                                   | 金沢大学●                                                   | 金沢工業高等専門学校（注2）                                 |                                                             |
| 2002秋          | 金沢学院大学                                                | 福井大学●                                                   | 金沢星稜大学○                                               | 福井県立大学○                                               | 金城大学●                                                   |
| 2003春          | 金沢学院大学                                                | 金沢星稜大学○                                               | 富山大学●                                                   | 福井県立大学●                                               | 石川工業高等専門学校○                                       |
| 2003秋          | 富山国際大学                                                | 金沢星稜大学○                                               | 富山大学●                                                   | 金沢工業大学（注3）                                         | 福井県立大学（注3）                                         |
|                 |                                                             |                                                             |                                                             |                                                             |                                                             |
| 1部最下位       | 2部優勝                                                     |                                                             |                                                             |                                                             |                                                             |
| 2004春          | 福井工業大学                                                | 金沢星稜大学○                                               | 福井大学●                                                   |                                                             |                                                             |
| 2004秋          | 福井工業大学                                                | 北陸大学○                                                   | 金沢大学●                                                   |                                                             |                                                             |
| 2005春          | 福井工業大学                                                | 北陸大学●                                                   | 金沢大学○                                                   |                                                             |                                                             |
| 2005秋          | 福井工業大学                                                | 金沢大学●                                                   | 北陸大学○                                                   |                                                             |                                                             |
| 2006春          | 福井工業大学                                                | 高岡法科大学○                                               | 富山大学●                                                   |                                                             |                                                             |
| 2006秋          | 金沢学院大学                                                | 北陸大学○                                                   | 富山大学●                                                   |                                                             |                                                             |
| 2007春          | 金沢学院大学                                                | 金沢星稜大学○                                               | 福井大学●                                                   |                                                             |                                                             |
| 2007秋          | 福井工業大学                                                | 北陸大学●                                                   | 金沢大学○                                                   |                                                             |                                                             |
| 2008春          | 金沢星稜大学                                                | 富山国際大学○                                               | 福井大学●                                                   |                                                             |                                                             |
| 2008秋          | 金沢学院大学                                                | 金沢大学○                                                   | 北陸大学●                                                   |                                                             |                                                             |
| 2009春          | 高岡法科大学                                                | 富山国際大学●                                               | 北陸大学○                                                   |                                                             |                                                             |
|                 |                                                             | 1部最下位                                                   | 2部プレーオフ勝利チーム                                     | 2部プレーオフ出場チーム                                     | 2部プレーオフ出場チーム                                     |
| 2部優勝         | 2部2位                                                      | 1部最下位                                                   | 2部プレーオフ勝利チーム                                     |                                                             |                                                             |
| 2009秋          | 福井工業大学                                                | 北陸大学●                                                   | 富山国際大学○                                               | 富山国際大学                                                | 福井大学                                                    |
| 2010春          | 金沢学院大学                                                | 金沢大学○                                                   | 富山大学●                                                   | 富山大学                                                    | 福井大学                                                    |
| 2010秋          | 金沢学院大学                                                | 金沢大学○                                                   | 富山大学●                                                   | 富山大学                                                    | 北陸大学                                                    |
| 2011春          | 福井工業大学                                                | 金沢星稜大学○                                               | 北陸大学●                                                   | 北陸大学                                                    | 福井大学                                                    |
| 2011秋          | 金沢学院大学                                                | 富山国際大学●                                               | 富山大学○                                                   | 北陸大学                                                    | 富山大学                                                    |
| 2012春          | 福井工業大学                                                | 金沢大学○                                                   | 富山国際大学●                                               | 富山国際大学                                                | 福井大学                                                    |
| 2012秋          | 福井工業大学                                                | 金沢大学○                                                   | 北陸大学●                                                   | 福井大学                                                    | 北陸大学                                                    |
| 2013春          | 福井工業大学                                                | 金沢大学○                                                   | 北陸大学●                                                   | 富山国際大学                                                | 北陸大学                                                    |
| 2013秋          | 福井工業大学                                                | 富山大学●                                                   | 北陸大学○                                                   | 富山国際大学                                                | 北陸大学                                                    |
| 2014春          | 福井工業大学                                                | 北陸大学●                                                   | 富山大学○                                                   | 富山大学                                                    | 富山国際大学                                                |
| 2014秋          | 福井工業大学                                                | 高岡法科大学○                                               | 北陸大学●                                                   | 北陸大学                                                    | 富山国際大学                                                |
| 2015春          | 福井工業大学                                                | 富山大学●                                                   | 北陸大学○                                                   | 北陸大学                                                    | 富山国際大学                                                |
| 2015秋          | 金沢学院大学                                                | 金沢大学●                                                   | 富山大学○                                                   | 富山大学                                                    | 富山国際大学                                                |
| 2016春          | 福井工業大学                                                | 高岡法科大学●                                               | 金沢大学○                                                   | 金沢大学                                                    | 富山国際大学                                                |
| 2016秋          | 福井工業大学                                                | 富山大学●                                                   | 高岡法科大学○                                               | 高岡法科大学                                                | 金沢工業大学                                                |
| 2017春          | 福井工業大学                                                | 高岡法科大学○                                               | 富山国際大学●                                               | 富山国際大学                                                | 富山大学                                                    |
| 2017秋          | 福井工業大学                                                | 北陸大学○                                                   | 富山国際大学●                                               | 富山国際大学                                                | 富山大学                                                    |
| 2018春          | 福井工業大学                                                | 高岡法科大学○                                               | 金沢工業大学●                                               | 富山国際大学                                                | 金沢工業大学                                                |
| 2018秋          | 福井工業大学                                                | 金沢大学●                                                   | 富山大学○                                                   | 富山大学                                                    | 福井大学                                                    |
| 2019春          | 福井工業大学                                                | 高岡法科大学●                                               | 金沢大学○                                                   | 富山国際大学                                                | 金沢大学                                                    |
| 2019秋          | 福井工業大学                                                | 金沢大学●                                                   | 高岡法科大学○                                               | 富山国際大学                                                | 高岡法科大学                                                |
| 2020春          | 新型コロナウイルス感染症の影響により開催中止                | 新型コロナウイルス感染症の影響により開催中止                | 新型コロナウイルス感染症の影響により開催中止                | 新型コロナウイルス感染症の影響により開催中止                | 新型コロナウイルス感染症の影響により開催中止                |
| 2020秋          | 福井工業大学                                                | 高岡法科大学●                                               | 富山国際大学○                                               | 金沢大学                                                    | 富山国際大学                                                |
| 2021春          | 新型コロナウイルス感染症の影響によりリーグ戦打ち切り（注4） | 新型コロナウイルス感染症の影響によりリーグ戦打ち切り（注4） | 新型コロナウイルス感染症の影響によりリーグ戦打ち切り（注4） | 新型コロナウイルス感染症の影響によりリーグ戦打ち切り（注4） | 新型コロナウイルス感染症の影響によりリーグ戦打ち切り（注4） |
| 2021秋          | 福井工業大学                                                | 富山大学●                                                   | 金沢工業大学○                                               | 金沢工業大学                                                | 金沢大学                                                    |
| 2022春          | 金沢学院大学                                                | 金沢工業大学●                                               | 金沢大学○                                                   | 富山大学（注5）                                             | 金沢大学（注5）                                             |
| 2022秋          | 金沢学院大学                                                | 金沢大学〇                                                  | 高岡法科大学●                                               | 富山大学                                                    | 高岡法科大学                                                |
| 2023春          | 福井工業大学                                                | 富山国際大学●                                               | 富山大学○                                                   | 富山大学                                                    | 金沢工業大学                                                |
| 2023秋          | 金沢学院大学                                                | 富山大学●                                                   | 高岡法科大学◯                                               | 高岡法科大学                                                | 金沢工業大学                                                |
| 2024春          | 福井工業大学                                                | 金沢大学〇                                                  | 金沢工業大学●                                               | 金沢工業大学                                                | 富山国際大学                                                |
| 2024秋          | 金沢学院大学                                                | 高岡法科大学●                                               | 富山大学○                                                   | 富山大学                                                    | 金沢工業大学                                                |
| 2025春          | 福井工業大学                                                | 富山大学●                                                   | 富山国際大学○                                               | 金沢工業大学                                                | 富山国際大学                                                |

- （注1）：高岡法科大がリーグ戦出場辞退により2部へ降格、優勝の金沢大学が1部へ自動昇格。
- （注2）：来シーズンから3部リーグ創設のため、2部最下位の金沢工業高等専門学校をはじめ、6位の富山商船高等専門学校、7位の石川工業高等専門学校の3チームが3部に降格。
- （注3）：1度は入れ替え戦が行われ、福井県立大学の2部昇格及び金沢工業大学の3部降格が決定したが、その後3部リーグの廃止に伴い金沢工業大学の2部残留及び3部リーグに参加していた金城大学の2部への参加が決定した[4]。
- （注4）：全日本大学野球選手権への出場校を決めるために打ち切り時点で上位だった福井工業大学、金沢学院大学、金沢星稜大学の3チームによる代表決定戦を実施。福井工業大学が勝ち上がり、全日本大学野球選手権への出場を決めた。
- （注5）：富山大学、金沢大学、高岡法科大学の3チームが同率で並んだため、順位決定戦を行った。

### リーグ優勝回数
2025年春季リーグ終了時点
1部リーグ
| 優勝回数 | 大学                      |
| -------- | ------------------------- |
| 86       | 福井工業大学              |
| 15       | 金沢学院大学              |
| 6        | 高岡法科大学              |
| 1        | 富山国際大学 金沢星稜大学 |

2部リーグ
判明分のみ
| 優勝回数 | 大学                                           |
| -------- | ---------------------------------------------- |
| 16       | 富山大学                                       |
| 12       | 富山国際大学                                   |
| 10       | 北陸大学 金沢大学                              |
| 7        | 福井大学 石川工業高等専門学校                  |
| 5        | 富山工業高等専門学校 高岡法科大学 金沢工業大学 |
| 4        | 金沢星稜大学（旧：金沢経済大学）               |
| 3        | 金沢工業高等専門学校                           |
| 1        | 金沢学院大学                                   |

### 全国大会成績
※大学選手権＝全日本大学野球選手権大会出場回数、神宮大会＝明治神宮大会出場回数。（大学選手権と神宮大会の実績はリーグ発足以前も含む）
| 学校         | 最終出場大会      | 全国大会 合計出場回数 | 大学選手権 | 神宮大会 | 備考                                                                                             |
| ------------ | ----------------- | --------------------- | ---------- | -------- | ------------------------------------------------------------------------------------------------ |
| 福井工業大学 | 2025年 大学選手権 | 56                    | 46         | 10       | 全日本大学野球選手権大会準優勝:2回 全日本大学野球選手権大会ベスト4：2回 明治神宮大会ベスト4：1回 |
| 金沢学院大学 | 2022年 大学選手権 | 6                     | 4          | 2        |                                                                                                  |
| 高岡法科大学 | 2009年 大学選手権 | 3                     | 3          | 0        |                                                                                                  |
| 金沢大学     | 1986年 大学選手権 | 3                     | 3          | 0        |                                                                                                  |
| 金沢星稜大学 | 2008年 大学選手権 | 1                     | 1          | 0        |                                                                                                  |

## 加盟大学
2024年秋季リーグ入替戦終了時点

### 1部リーグ
- 福井工業大学
- 金沢学院大学
- 金沢星稜大学（旧：金沢経済大学）
- 北陸大学
- 富山大学
- 金沢大学

### 2部リーグ
- 金沢工業大学
- 富山国際大学
- 高岡法科大学
- 福井大学
- 石川工業高等専門学校（1996年春季は欠場）
- 金城大学

### 過去に加盟していた大学
- 福井工業高等専門学校（1992年春季は欠場、1994年秋季限りで脱退）
- 富山工業高等専門学校（2000年秋季は欠場、2001年秋季限りで脱退）
- 金沢工業高等専門学校(現:国際高等専門学校)（2003年秋季を欠場しそのまま脱退）
- 富山商船高等専門学校（1991年秋季限りで一度脱退、2002年春季より再加盟するも、2003年秋季欠場後2004年春季限りで再び脱退）
- 福井県立大学（2008年春季は欠場、2018年秋季限りで脱退）